# Kalivoda Kata
Kalivoda Kata (Sándor Antalné), (Letenye, 1877. április 6. – Szurdokpüspöki, 1936. május 11.) magyar festő, grafikus, karikaturista.

## Életútja
Budapesten (1895–99) a Mintarajziskolában Aggházy Gyula, majd a női festőiskolában Deák-Ébner Lajos növendéke. Münchenben, majd Párizsban Jean Paul Laurens-nél tanult tovább.  1907-től életképeivel (Templomba menők, Kendőpróbálók, Búcsúsok a templomban, Első áldozás) vett részt kiállításokon.  Arc- és tájképfestészettel foglalkozott, A Műcsarnok, és a Nemzeti Szalon tematikus és gyűjteményes kiállításain rendszeresen részt vett.
1913-tól Budapesten az Eötvös utcában női festőiskolát vezetett. Először 1911-ben, később 1918-ban a Nemzeti Szalon megrendezte gyűjteményes kiállítását. Ugyanitt 1928-ban is gyűjteményes kiállítással jelentkezett. 
1930-ban a Nemzeti Szalon Árpád-házi szentek-kiállításán a Szt. Margit vezeklése és a Szt. Margit Liliomok között c. képekkel szerepelt. 
A magyar grafika történetében az első női karikaturisták egyike, aki évtizedeken keresztül állandó rajzolója a Borsszem Jankó nevű élclapnak, később Bér Dezső művészeti vezetése idején, a szerkesztőség tagja is. Kirobbanó humora, derűje karikatúráin, rajzain keresztül is jól érvényesül. Számos plakát, reklámlap tervezője akkoriban.
2021. augusztus 17-én a művész szülővárosában, Letenyén, a Magyar Örökség Hazatérése Alapítvány és a Dubitskiy Dmitry (Dubiczkij Dimitrij) műgyűjtő, kuratórium elnökének és alapítójának kezdeményezésére, valamint a városháza támogatásával felavatták a művész emlékére kialakított termet. A Fáklya Művelődési Ház és Könyvtárban található térben Kalivoda Kata festményei és rajzai tekinthetők meg, az általa illusztrált könyvek és a művész életrajza olvasható.
Kalivoda Kata összes alkotását Dubitskiy Dmitry műgyűjtő ajándékozta Letenye városának.
Jelenleg ez a legnagyobb gyűjtemény a művész egy helyen összegyűjtött és bemutatott munkáiból.